# Circuito de Baloncesto de la Costa del Pacífico 2014
La Temporada 2014 del CIBACOPA fue la decimocuarta edición del Circuito de Baloncesto de la Costa del Pacífico. Arrancó el 28 de marzo y concluyó el 3 de julio.
La temporada inició con nueve quintetos debidamente conformados y bien estructurados. Mineros de Cananea cambió de sede para convertirse en los Mineros de Caborca, y Trigueros de Ciudad Obregón decidió no participar en esta temporada. Asimismo los Caballeros de Culiacán se reintregraron al circuito después de un año de ausencia.

## Campeón de Liga
El Campeonato del Circuito de Baloncesto de la Costa del Pacífico lo obtuvieron los Tijuana Zonkeys, los cuales derrotaron en una reñida Serie Final a los Caballeros de Culiacán por 4 juegos a 3, coronándose el equipo tijuanense en calidad de local en el Auditorio Fausto Gutiérrez Moreno de Tijuana, Baja California.

## Equipos participantes
Temporada "Bachoco 2014"
| Circuito de Baloncesto de la Costa del Pacífico 2014 |                          |                                     |           |
| Equipo                                               | Ciudad                   | Pabellón                            | Capacidad |
| Caballeros de Culiacán                               | Culiacán, Sinaloa        | Polideportivo Juan S Millán         | 2,000     |
| Frayles de Guasave                                   | Guasave, Sinaloa         | Gimnasio "Luis Estrada Medina"      | 2,000     |
| Fuerza Guinda de Nogales                             | Nogales, Sonora          | Gimnasio "Carlos Hernández Carrera" | 2,000     |
| Garra Cañera de Navolato                             | Navolato, Sinaloa        | Gimnasio "Briseida Acosta Balarezo" | 1,200     |
| Mineros de Caborca                                   | Caborca, Sonora          | Gimnasio Municipal de Caborca       | 2,000     |
| Ostioneros de Guaymas                                | Guaymas, Sonora          | Gimnasio Municipal de Guaymas       | 1,200     |
| Pioneros de Los Mochis                               | Los Mochis, Sinaloa      | Auditorio "Benito Juárez"           | 1,800     |
| Rayos de Hermosillo                                  | Hermosillo, Sonora       | Gimnasio del Estado de Sonora       | 3,500     |
| Tijuana Zonkeys                                      | Tijuana, Baja California | Auditorio Fausto Gutiérrez Moreno   | 4,888     |

## Tabla de posiciones
- Actualizadas las clasificaciones al 31 de mayo de 2014. [5]

JJ = Juegos Jugados, JG = Juegos Ganados, JP = Juegos Perdidos, Ptos. = Puntos Obtenidos = (JGx2)+(JP), PF= Puntos a favor, PC = Puntos en contra, Dif. = Diferencia entre Ptos. a favor y en contra, JV = Juegos de Ventaja
| Clasificado a los playoffs |

| Eliminado de los playoffs |

| Clasificación General    |    |    |    |       |      |      |      |    |
| Equipo                   | JJ | JG | JP | Ptos. | PF   | PC   | Dif. | JV |
| Rayos de Hermosillo      | 32 | 25 | 7  | 57    | 2796 | 2579 | 217  | -  |
| Tijuana Zonkeys          | 32 | 22 | 10 | 54    | 3037 | 2816 | 221  | 3  |
| Frayles de Guasave       | 32 | 20 | 12 | 52    | 2767 | 2608 | 159  | 5  |
| Pioneros de Los Mochis   | 32 | 18 | 14 | 50    | 2917 | 2816 | 101  | 7  |
| Caballeros de Culiacán   | 32 | 16 | 16 | 48    | 2676 | 2713 | -37  | 9  |
| Fuerza Guinda de Nogales | 32 | 15 | 17 | 47    | 2879 | 2903 | -24  | 10 |
| Ostioneros de Guaymas    | 32 | 11 | 21 | 43    | 2720 | 2857 | -137 | 14 |
| Mineros de Caborca       | 32 | 9  | 23 | 41    | 2686 | 2894 | -208 | 16 |
| Garra Cañera de Navolato | 32 | 8  | 24 | 40    | 2688 | 2980 | -292 | 17 |

## Playoffs
|  | Cuartos de final | Cuartos de final | Cuartos de final |            |   | Semifinales | Semifinales | Semifinales |  |   | Final                    | Final | Final |  |
|  |                  |                  |                  |            |   |             |             |             |  |   | 25 de junio - 3 de julio |       |       |  |
|  |                  |                  |                  |            |   |             |             |             |  |   |                          |       |       |  |
|  |                  |                  |                  |            |   |             |             |             |  |   |                          |       |       |  |
|  | 2                | Zonkeys          | 4                |            |   |             |             |             |  |   |                          |       |       |  |
|  | 2                | Zonkeys          | 4                |            |   |             |             |             |  |   |                          |       |       |  |
|  | 7                | Ostioneros       | 1                |            |   |             |             |             |  |   |                          |       |       |  |
|  | 7                | Ostioneros       | 1                |            | 2 | Zonkeys     | 4           |             |  |   |                          |       |       |  |
|  |                  |                  |                  |            | 2 | Zonkeys     | 4           |             |  |   |                          |       |       |  |
|  |                  |                  | 3                | Frayles    | 3 |             |             |             |  |   |                          |       |       |  |
|  | 3                | Frayles          | 3                | Frayles    | 3 | 4           |             |             |  |   |                          |       |       |  |
|  | 3                | Frayles          |                  |            |   |             |             |             |  |   |                          |       |       |  |
|  | 6                | Fuerza Guinda    | 3                |            |   |             |             |             |  |   |                          |       |       |  |
|  | 6                | Fuerza Guinda    | 3                |            |   |             |             |             |  | 2 | Zonkeys                  | 4     |       |  |
|  |                  |                  |                  |            |   |             |             |             |  | 2 | Zonkeys                  | 4     |       |  |
|  |                  |                  | 5                | Caballeros | 3 |             |             |             |  |   |                          |       |       |  |
|  | 1                | Rayos            | 5                | Caballeros | 3 | 4           |             |             |  |   |                          |       |       |  |
|  | 1                | Rayos            |                  |            |   |             |             |             |  |   |                          |       |       |  |
|  | 8                | Mineros          | 1                |            |   |             |             |             |  |   |                          |       |       |  |
|  | 8                | Mineros          | 1                |            | 1 | Rayos       | 1           |             |  |   |                          |       |       |  |
|  |                  |                  |                  |            | 1 | Rayos       | 1           |             |  |   |                          |       |       |  |
|  |                  |                  | 5                | Caballeros | 4 |             |             |             |  |   |                          |       |       |  |
|  | 4                | Pioneros         | 5                | Caballeros | 4 | 3           |             |             |  |   |                          |       |       |  |
|  | 4                | Pioneros         |                  |            |   |             |             |             |  |   |                          |       |       |  |
|  | 5                | Caballeros       | 4                |            |   |             |             |             |  |   |                          |       |       |  |
|  | 5                | Caballeros       | 4                |            |   |             |             |             |  |   |                          |       |       |  |
|  |                  |                  |                  |            |   |             |             |             |  |   |                          |       |       |  |

### Final
| Fecha                       | Hora  | Equipo local           | Resultado | Equipo visitante       |
| --------------------------- | ----- | ---------------------- | --------- | ---------------------- |
| 25 de junio de 2014         | 19:30 | Tijuana Zonkeys        | 83 - 86   | Caballeros de Culiacán |
| 26 de junio de 2014         | 19:30 | Tijuana Zonkeys        | 83 - 77   | Caballeros de Culiacán |
| 28 de junio de 2014         | 20:30 | Caballeros de Culiacán | 94 - 66   | Tijuana Zonkeys        |
| 29 de junio de 2014         | 20:00 | Caballeros de Culiacán | 72 - 76   | Tijuana Zonkeys        |
| 30 de junio de 2014         | 20:00 | Caballeros de Culiacán | 87 - 78   | Tijuana Zonkeys        |
| 2 de julio de 2014          | 19:30 | Tijuana Zonkeys        | 86 - 80   | Caballeros de Culiacán |
| 3 de julio de 2014          | 19:30 | Tijuana Zonkeys        | 84 - 74   | Caballeros de Culiacán |
| Zonkeys gana la serie 4 - 3 |       |                        |           |                        |

## Líderes individuales
| Categoría         | Jugador                                        | Promedio | %    |
| ----------------- | ---------------------------------------------- | -------- | ---- |
| Puntos            | Justin Lee Watts (Mineros de Caborca)          | 23.1     | *    |
| Rebotes           | Reginald Larry (Rayos de Hermosillo)           | 9.1      | *    |
| Asistencias       | William Funn (Pioneros de Los Mochis)          | 8.0      | *    |
| Tiros de 2        | Benjamin James Pucket (Caballeros de Culiacán) | *        | 64.6 |
| Tiros de 3        | Luis Ramírez Loera (Tijuana Zonkeys)           | *        | 50.8 |
| Tiros Libres      | D'Angelo Jackson (Pioneros de Los Mochis)      | *        | 86.5 |
| Faltas Cometidas  | Benjamin James Pucket (Caballeros de Culiacán) | 3.3      | *    |
| Robos de Balón    | William Funn (Pioneros de Los Mochis)          | 1.9      | *    |
| Pérdidas de Balón | Benjamin James Pucket (Caballeros de Culiacán) | 2.9      | *    |
| Tapones           | James Penny (Tijuana Zonkeys)                  | 1.8      | *    |